# La nave dei folli (Brant)
(Michel Foucault, Storia della follia nell'età classica)
La nave dei folli (Das Narrenschiff) è un'opera satirica in tedesco alsaziano di Sebastian Brant, la cui prima edizione fu pubblicata nel 1494 a Basilea.

## Descrizione dell'opera

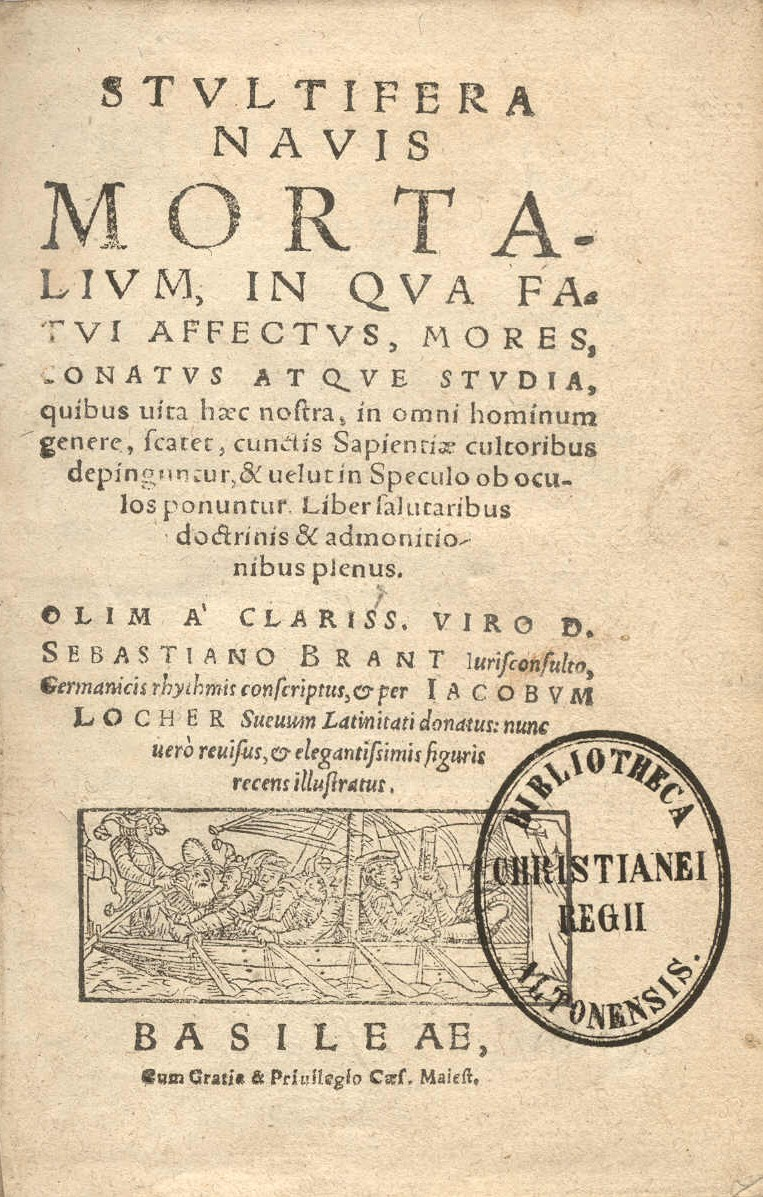
Stultifera navis, frontespizio di un'edizione basilese del 1572.

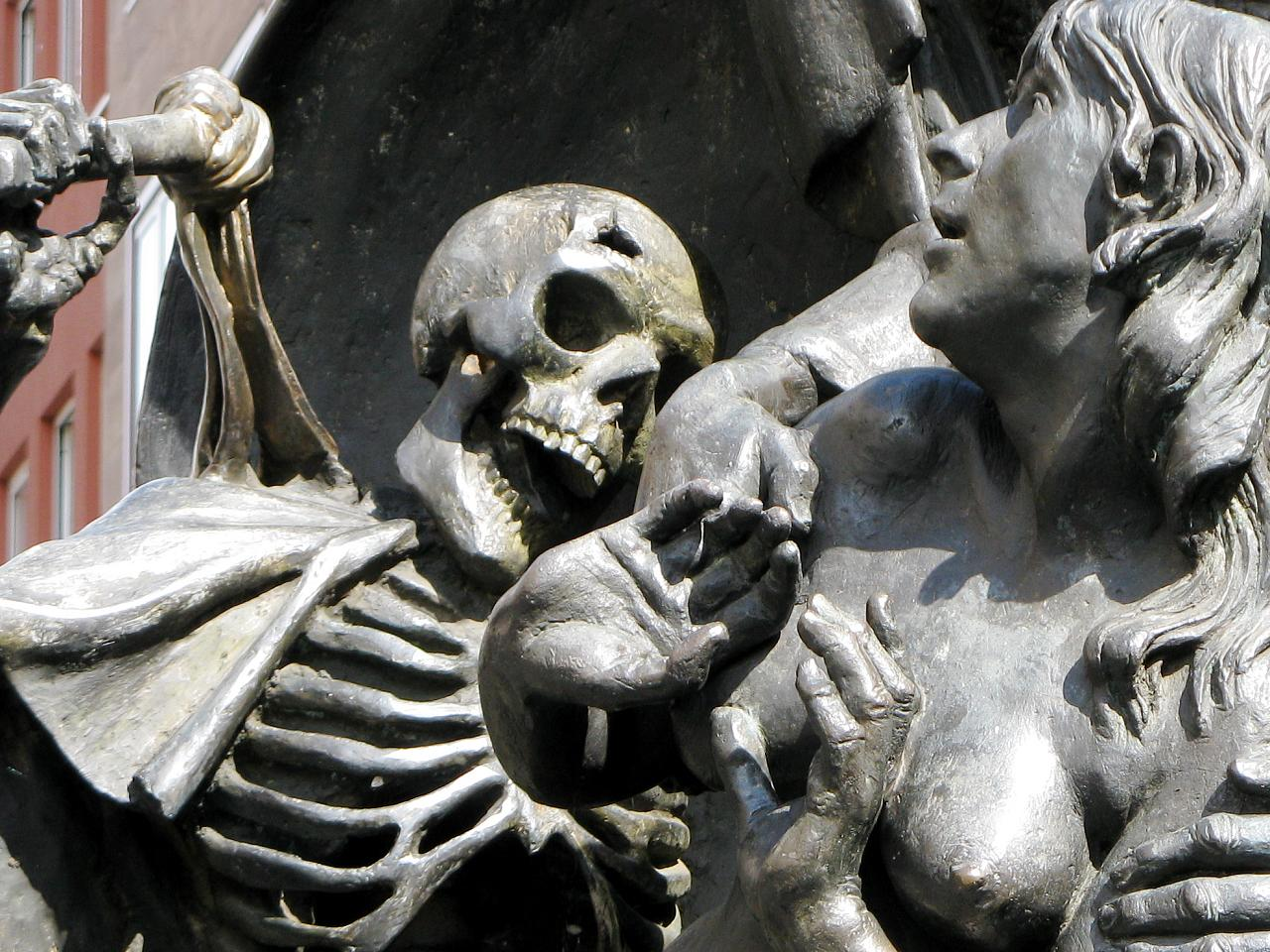
Scultura ispirata alla satira, situata a Norimberga, patria di Albrecht Dürer.

Composta da una serie di 112 satire brevi (con l'aggiunta di due capitoli nell'edizione del 1495), illustrata con xilografie, è degna di nota anche perché molte di esse sono state eseguite da Albrecht Dürer, già attivo a Basilea negli anni precedenti. Buona parte del libro ha un contenuto di critica verso la società dell'epoca. Brant, in effetti, fustiga con vigore e senza posa la debolezza e i vizi del suo tempo. In tal contesto concepisce la figura di "San" Grobian, immaginario patrono della gente volgare e screanzata.
Il tema della follia era un tropo retorico diffuso nel periodo ante-Riforma per giustificare la critica, utilizzato, in particolare, da Erasmo da Rotterdam nel celebre Elogio della follia, così come Martin Lutero in Alla nobiltà cristiana della nazione tedesca. I "pazzi di corte" (giullari e simili) erano autorizzati a dire quasi tutto quello che volevano.

## Spiegazione del titolo
La nave dei folli forse s'ispirava a un motivo frequente nell'arte medievale, segnatamente nella letteratura satirica, giocato su un bisticcio con la parola latina navis ("barca"), maccheronicamente correlata alla "navata di una chiesa" [indicare la fonte].

## Successo presso l'opinione pubblica europea

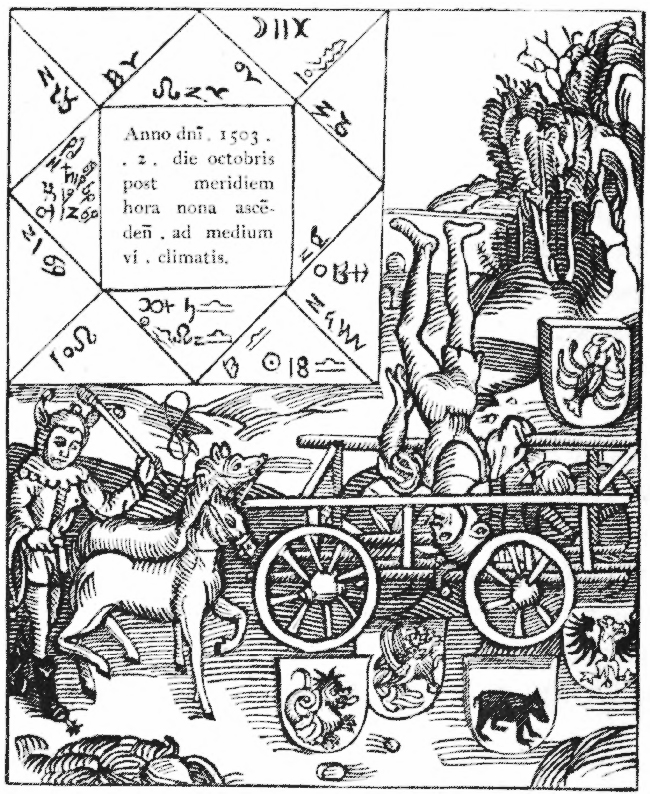
Un'incisione del 1503 raffigurante la nave dei folli in una traduzione inglese di Alexander Barclay.

Questo lavoro ottenne immediatamente una grandissima popolarità, testimoniata dalle sei edizioni autorizzate - e forse ancor più dalle sette edizioni "pirata" - pubblicate prima del 1521. Va comunque considerato il fatto che i libri stampati non avevano i numeri odierni e l'altissimo tasso di analfabetismo dell'epoca. Brant non appoggiava il movimento della Riforma, ma molte delle sue critiche alla Chiesa riflettevano temi che i riformatori avrebbero fatto propri.
Il libro fu tradotto in latino da Jacob Locher (Stultifera navis) nel 1497, in francese da Paul Riviere nel 1497 e da Jehan Droyn nel 1498; ebbe ben due traduzioni in inglese nel medesimo anno (1509), per mano di Alexander Barclay e Henry Watson.
In occasione del cinquecentenario della prima edizione di Basilea del 1494, su suggerimento di L. R. Nemirovskij, è stato dato il nome 5896 Narrenschiff a un asteroide della fascia principale scoperto nel 1982.

## Influenza artistica su altre opere

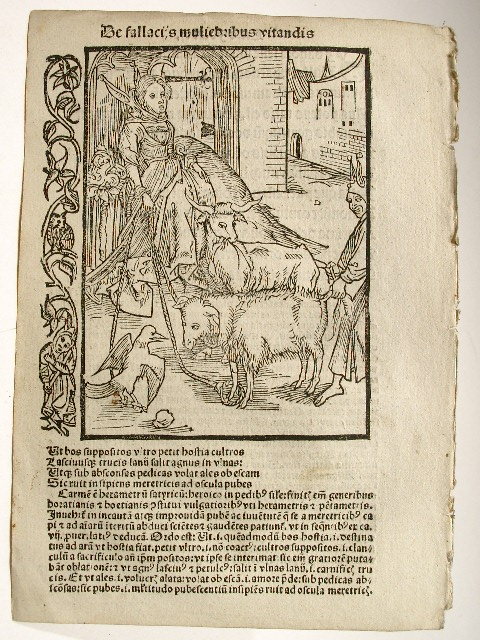
Albrecht Dürer, 1506, ill. da Stultifera navis: De fallaciis mulieribus vitandis.

Molte xilografie della prima edizione sono attribuite a Dürer. Le rimanenti sono merito del cosiddetto Haintz-Nar-Meister, lo Gnad-Her-Meister, e altri due anonimi artisti. Un omonimo dipinto allegorico di Hieronymus Bosch (frammento di un trittico), custodito al Louvre, è forse riferito al testo in esame.
Artisti del XX secolo, quali Art Hazelwood, Dusan Kállay, István Orosz, Brian Williams, crearono opere d'arte fondate su Das Narrenschiff, o curarono le illustrazioni per edizioni moderne di quel libro. Shio Satō, un artista manga giapponese, realizzò una serie manga riferita a questo libro.
Il primo capitolo di Storia della follia nell'età classica di Michel Foucault è intitolato Stultifera navis, con esplicita allusione al libro di Brant (Stultifera navis è, infatti, il titolo di una traduzione latina dello stesso testo). Nello stesso capitolo Foucault precisa che la "nave dei folli" non era, poi, totalmente un parto della fantasia. Al contrario, era piuttosto comune la prassi di allontanare i "matti" dalla comunità dei "normali", eventualmente proprio affidandoli a gente di mare:
(Michel Foucault, Storia della follia, cit., pagg. 16-17)

## Immagini dalTritticodi Bosch

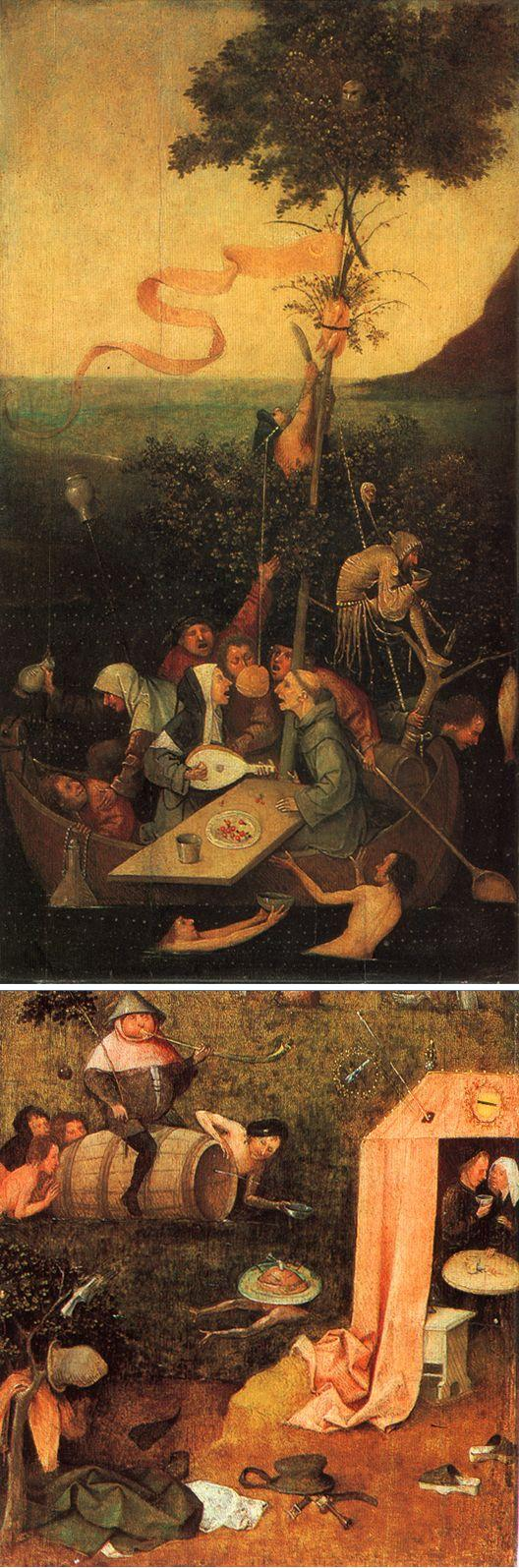
La nave dei folli e La allegoria della golosità
Morte del misero

Informazioni iconografiche da Louvre.fr

- La Morte del misero si può ammirare alla National Gallery of Art (West Main Floor Gallery 41) di Washington. -

## Opere di narrativa che ne traggono ispirazione
- Kurt Klutentreter: Rund um das Narrenschiff. Erinnerungen eines etablierten 77 Jahre alten Nürnberger „Trottels“. Fast ein Roman. Nürnberg: Papyrus, 1988, 416 S., ISBN 3-9801901-0-2
- Jürgen Weber: Das Narrenschiff. Kunst ohne Kompass, Autobiographie, München: Universitas Verlag, 1994, 480 S. ISBN 3-8004-1311-6.

## Traduzioni italiane
- La nave dei folli, con incisioni di Albrecht Dürer, di Sebastian Brant, Pubblicato da Spirali, 1984, ISBN 88-7770-017-3, 9788877700179
- Das Narrenschiff / La nave dei folli secondo la 1ª edizione (Basilea 1494), con le aggiunte del 1495 e del 1499 - La nave dei folli - (testo orig. a fronte) Biblioteca della Ricerca. Testi stranieri, Di Sebastian Brant, Raffaele Disanto, Pubblicato da Schena, 1989, ISBN 88-7514-281-5, 9788875142810

## Edizioni critiche
- Sebastian Brant: Das Narrenschiff, lat. von Jakob Locher. Basel: Johann Bergmann von Olpe 1497 (Märzausgabe)
- Sebastian Brands Narrenschiff. Ein Hausschatz zur Ergetzung und Erbauung, erneuert von Karl Simrock. Mit den Holzschnitten der ersten Ausgaben und dem Bildnis Brands aus Reusners Icones. Berlin 1872
- Sebastian Brant: Welt-Spiegel oder Narren-Schiff, darin aller Ständt und Laster üppiges Leben, grobe narrechte Sitten und der Weltlauff, gleich als in einem Spiegel gesehen werden... Auswahl und Nachreimung angefertigt von V. O. Stomps nebst einer Vorbemerkung. Mit alten Holzschnitten vers. u. von Kurt Radloff handgeschrieben. Heidelberg: Ähren-Verlag, 1947, 18 Bl.
- Sebastian Brant: Das Narrenschiff: mit allen 114 Holzschnitten des Drucks Basel 1494 , hrsg. von Joachim Knape. Studienausgabe, Stuttgart: Reclam, 2005. (Reclams Universal-Bibliothek, Bd. 18333), ISBN 3-15-018333-2
- Sebastian Brant: Das Narrenschiff. Übertragen von H. A. Junghans. Durchges. und mit Anmerkungen sowie einem Nachwort neu hrsg. von Hans-Joachim Mähl. - Bibliogr. erg. Ausgabe. Stuttgart: Reclam, 1998, 536 S., ISBN 3-15-000899-9 (Universal-Bibliothek; Nr. 899)
- Sebastian Brant: Das Narrenschiff. Nach der Erstausgabe (Basel 1494) mit den Zusätzen der Ausgaben von 1495 und 1499 sowie den Holzschnitten der deutschen Originalausgaben. Hrsg. von Manfred Lemmer. 4., erw. Auflage. Tübingen: Niemeyer, 2004, LII, 377 S., ISBN 3-484-17105-7 (In Fraktur) (Neudrucke deutscher Literaturwerke; N.F., Bd. 5)
- Sebastian Brant: Das Narrenschiff, Wiesbaden 2004; ISBN 3-937715-03-7
- Narragonien digital. Edizione digitale del testo delle Navi dei Folli prima del 1500. Hrsg. von Brigitte Burrichter und Joachim Hamm. Würzburg 2021 (online)